# ريا وسكينة (مسرحية 1922)
مسرحية ريا وسكينة هي مسرحية درامية تراجيدية تم إنتاج عام 1922 من بطولة وإخراج نجيب الريحاني ومن تأليف بديع خيري بالمشاركة مع نجيب الريحاني، وشاركت في المسرحية الراقصة المعروفة وقتها بديعة مصابني.
تعد هذه المسرحية هي أول عمل فني يتناول قضية السفاحتان ريا وسكينة وتم عرض المسرحية في فبراير 1922 بعد شهور من تنفيذ حكم الإعدام في المجرمين الأربعة، وحظيت المسرحية بنجاح جماهيري وقتها.

## التمثيل
نجيب الريحاني في دور سفاك اسمه مرزوق، وكان الممثل حسين إبراهيم يقوم بدور ريا، وكانت بديعة مصابني تظهر في دور إحدى الضحايا التي تفتك بها العصابة.

## الأراء والنقد
تعد المسرحية هي ميلودراما من أعنف ما شهد المسرح المصري، كان الريحاني قد شبع من أداء الشخصية الساخرة «كشكش بك» فقرر أن يهجر الكوميديا إلى الدراما، في مسرحية تتناول حكاية «ريا وسكينة» الدموية إلا أن رد فعل الجمهور كان سلبيا في نظره، إذ إن طريقة أداءه كانت تجعل الجمهور يغرق في الضحك مما فرض عليه العودة إلى عالم الكوميديا.
ويروي الريحاني أنَّهُ قام بإخراج هذه المسرحيَّة بعد أن أصبحت ريَّا وسكينة حديث الناس أجمعين، وبِسبب مُيوله الطبيعيَّة للدراما عوض الكوميديا، وقد نجحت تلك المسرحيَّة نجاحًا باهرًا، بحيثُ يقول الريحاني أنَّهُ كان يسمع النحيب والبُكاء صادرين من الناس عند العرض.